# Aubencheul-au-Bac
Aubencheul-au-Bac è un comune francese di 490 abitanti situato nel dipartimento del Nord nella regione dell'Alta Francia.

## Società

### Evoluzione demografica
Abitanti censiti